# Amphisbaena caeca
Amphisbaena caeca är en ödleart som beskrevs av  Cuvier 1829. Amphisbaena caeca ingår i släktet Amphisbaena och familjen Amphisbaenidae. Inga underarter finns listade i Catalogue of Life.